# Sassenpoort

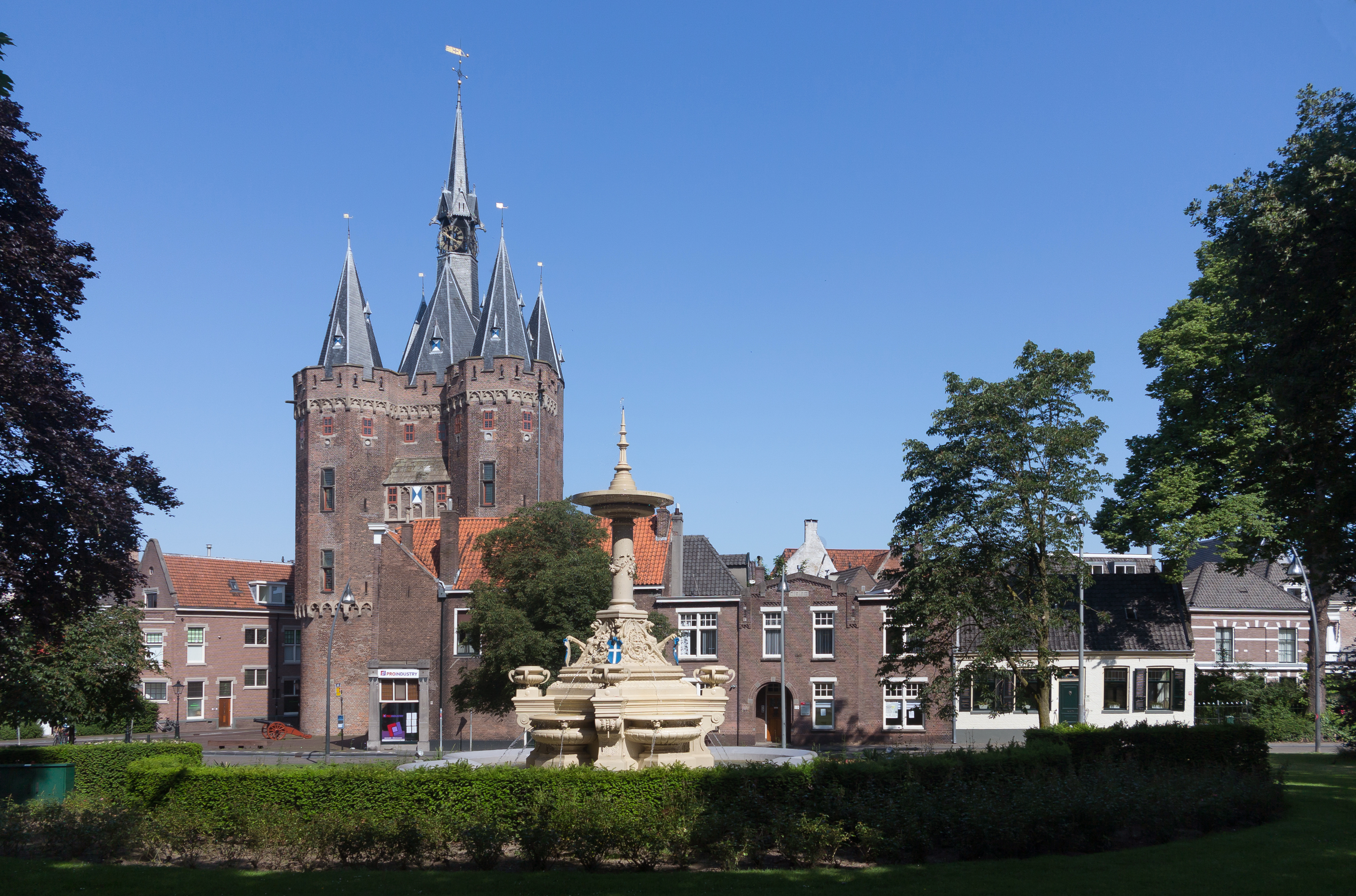
Fontein bij de Sassenpoort

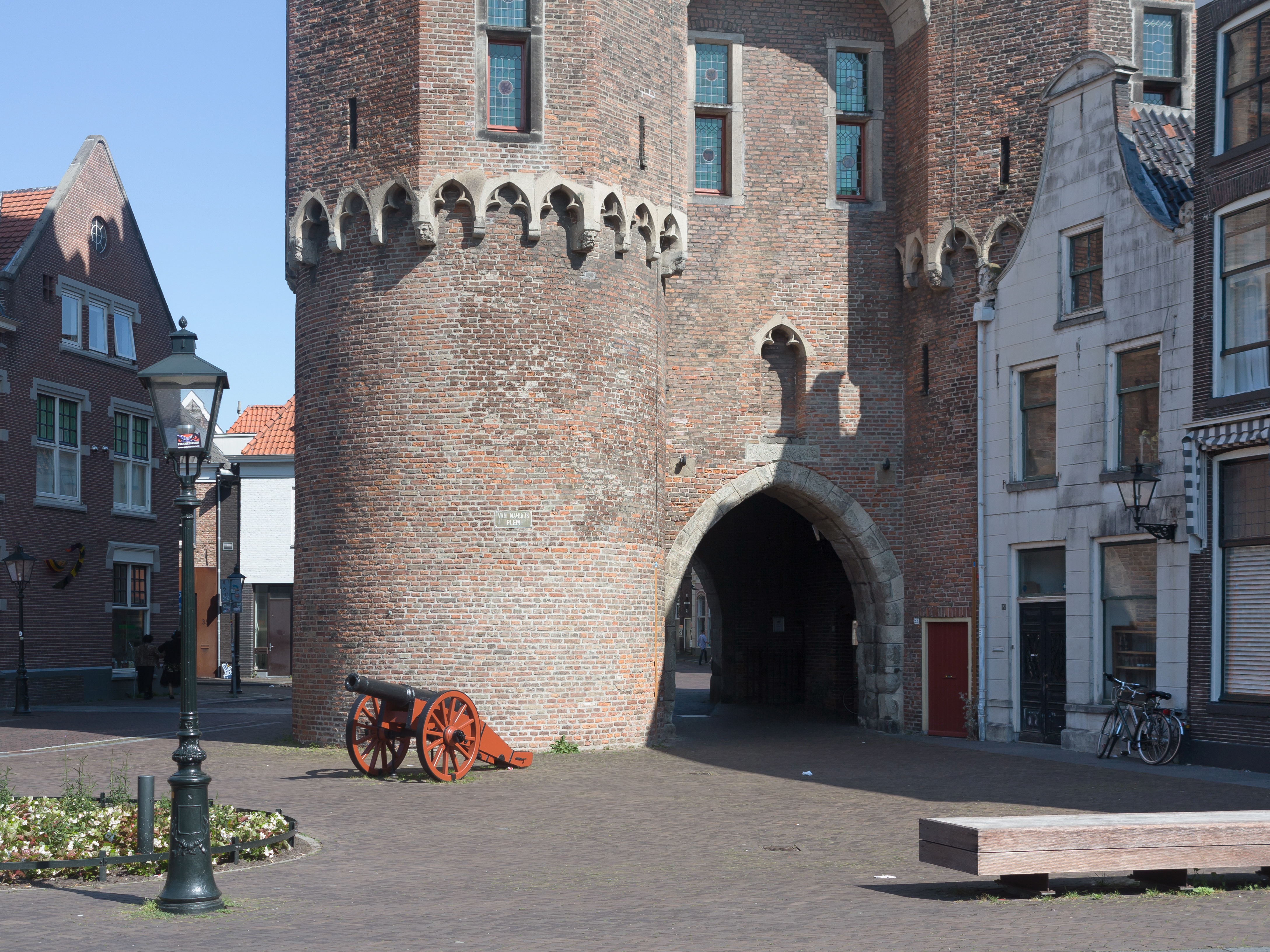
Kanon bij de Sassenpoort

De Sassenpoort in de stadsmuur van Zwolle is een stadspoort die werd gebouwd eind van de 14de en begin van de 15e eeuw als onderdeel van de stadsverdedigingswerken. De architect is onbekend. Voor de bouw is veel natuursteen gebruikt, met name trachiet en tufsteen. De Sassenpoort behoort tot de Top 100 van de Rijksdienst voor de Monumentenzorg.

## Geschiedenis
De hanzestad Zwolle was begin 15e eeuw in haar bloeitijd als handelsstad. In 1407 werd Zwolle als volwaardig lid van het machtige stedenverbond van de Noord-Duitse Hanze toegelaten. De grote omvang van deze stadspoort stond voor de rijkdom van Zwolle in die periode.
In 1893 schonk de gemeente Zwolle de Sassenpoort aan de Staat der Nederlanden, om er het rijksarchief in onder te brengen. De functie heeft het gebouw inmiddels verloren. Op 15 januari 2016 heeft het Rijk het gebouw afgestoten aan Monumentenbezit.

## Kenmerken
Tussen 1894 en 1897 werd de poort gerestaureerd en werden dakkapellen en een neogotisch spits klokkentorentje aangebracht. Hiervoor werd het 18e-eeuwse klokkentorentje afgebroken. Tussen de hoektorens bevindt zich een mezekouw. Vanuit gaten in de vloer van deze uitbouw kon kokende pek over eventuele binnendringende vijanden worden gegoten.

## Toekomst
Het gebouw staat in de Top 100 van de Rijksdienst voor de Monumentenzorg. De Rijksgebouwendienst classificeert de poort in "categorie I". Deze categorie bevat de monumenten waarvoor behoud in eigendom van de Staat van buitengewoon cultuurhistorisch belang is, bijvoorbeeld omdat ze in eigendom van de Staat zijn gekomen of gebleven om hun voortbestaan te verzekeren. Veel objecten uit die categorie (zoals de Sassenpoort) zijn iconen van de geschiedenis van de Nederlandse monumentenzorg.
Om beschadiging en aantasting door uitlaatgassen tegen te gaan, is het sinds 2010 niet meer mogelijk onder de poort door te rijden. Onder de poort is nu een voetpad.

## Trivia
- In 2006 bracht TPG Post een postzegel uit in de serie Mooi Nederland met daarop een afbeelding van de poort.
- Op 14 april 2021, de Zwolse bevrijdingsdag, werd door de voorzitter van de Joodse gemeente een stek van de Anne Frankboom geplant bij de Sassenpoort.[2]
- De Sassenpoort heeft glas-in-lood-ramen waarin dertien wapenschilden te zien zijn. Dit zouden er veertien moeten zijn maar een van de wapenschilden is verdwenen. Met vermoedt dat dit wapenschild, van het Ridderschap Overijssel, in het raam van het huidige keukentje heeft gezeten.[3] De wapenschilden die nog te zien zijn, zijn van de volgende plaatsen:
  - Delden
  - Deventer
  - Enschede
  - Genemuiden
  - Hasselt
  - Kampen
  - Nederland
  - Oldenzaal
  - Ootmarsum
  - Overijssel
  - Steenwijk
  - Vollenhove
  - Zwolle

Poorten: Diezerpoort · Kamperpoort · Luttekepoort · Rode Toren · Sassenpoort · Steenpoort · Vispoort · Waterpoort

Bestaande torens: Pelsertoren · Wijndragerstoren · Zwanentoren